# The Ministry of Silly Walks

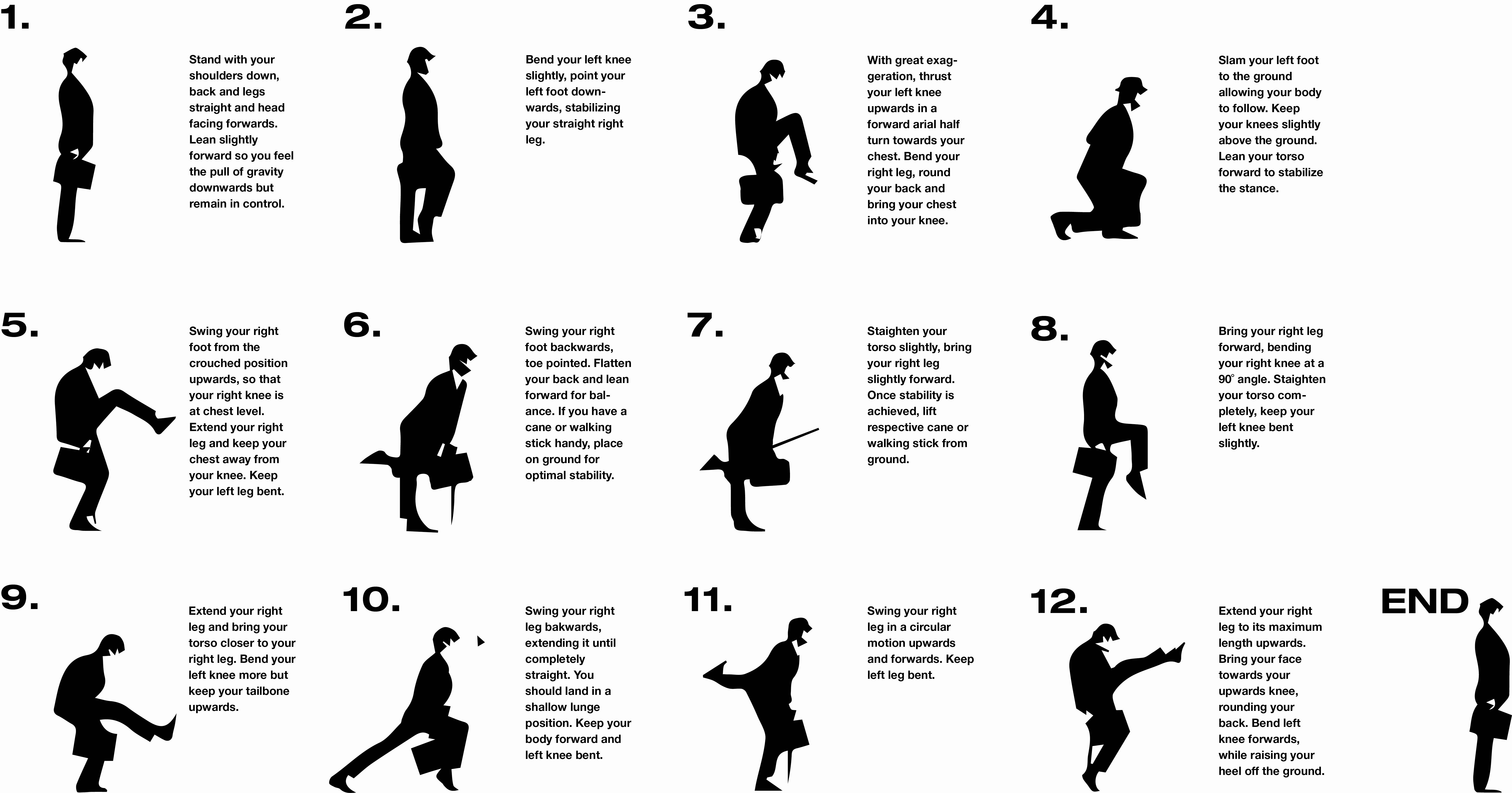
The Ministry of Silly Walks

The Ministry of Silly Walks (Ministerie van rare loopjes) is een sketch uit aflevering 14 van Monty Python's Flying Circus, getiteld Face the Press, voor het eerst uitgezonden in 1970. In Monty Python Live at the Hollywood Bowl werd een verkorte versie uitgevoerd.
De sketch draait om een ambtenaar (John Cleese) van een fictief Brits departement dat toezicht houdt op de ontwikkeling en subsidiëring van rare loopjes (silly walks). Cleese loopt op diverse rare manieren gedurende de sketch, en vooral dit is de bron van de populariteit.

## Verhaal
De sketch begint in een boekwinkel in Londen, waar twee klanten staan. John Cleese komt binnen, gekleed in zwart City-kostuum met bolhoed. Hij koopt The Times, en maakt bij het weggaan een enigszins militaire draai, gevolgd door grote, slungelige passen. De camera volgt hem op straat, en Cleese draait, zwaait en loopt gehurkt. Hij gaat een gebouw binnen, en de camera toont het bordje op het ijzeren hek: "The Ministry of Silly Walks". In de gang zien we nog drie mensen met een raar loopje passeren.
Binnen presenteert ene Mr. Putey (Michael Palin) zijn loopje in ontwikkeling (walk in progress), maar het blijkt eigenlijk niet zo erg raar te zijn. De ambtenaar vertelt Putey dat hij niet gelooft dat het ministerie hem kan helpen omdat zijn loop niet raar genoeg is, en het budget is klein ("Maar met subsidie kan ik hem nog veel raarder maken!", zegt Putey nog). De regering, zo legt hij uit, behoort evenveel uit te geven aan Defensie, Sociale zekerheid, Gezondheidszorg, Huisvesting, Onderwijs, en Rare loopjes (Defence, Social Security, Health, Housing, Education, and Silly Walks), maar heeft onlangs nog minder uitgegeven aan rare loopjes dan aan defensie. De ambtenaar legt later uit dat Mr. Putey misschien aan het Anglo-Franse rare loopje, Le Marche Futile (een overduidelijke parodie op de ontwikkeling van de Concorde), kan werken.
Mevrouw Twolumps (Tweeklontjes), de secretaresse van de ambtenaar, brengt koffie met een dusdanig raar loopje dat er geen koffie meer in de kopjes zit tegen de tijd dat ze op tafel gezet worden.

## Trivia
- John Cleese probeert als Basil Fawlty in de aflevering The Germans van Fawlty Towers de boel te kalmeren door "het rare loopje te doen" (I'll do the funny walk) waarbij hij Hitler imiteert.
- Uit een Britse enquête uit 2005 blijkt dat deze sketch vijftiende staat in de ranglijst van leukste sketches.
- In oktober 2018 plaatste de gemeente Nissewaard in de kern Spijkenisse een "silly walk"-verkeersbord bij een voetgangersoversteekplaats. Het bord toont een man met bolhoed en aktentas die zijn been hoog de lucht inslingert.[1]
- In Eindhoven bestaat een Silly Walks-tunnel.
- Volgens een onderzoek, gepubliceerd in 2022 in The British Medical Journal[2] zou een 'silly walk' 2,5 maal zoveel energie vergen als gewoon lopen.